# Эмерильон (язык)
Эмерильон (Emereñon, Emerillon, Emerilon, Melejo, Mereo, Mereyo, Teco, Teko) — находящийся под угрозой исчезновения индейский язык, относящийся к подгруппе ваямпи группы тупи-гуарани языковой семьи тупи, на котором говорит народ эмерильон, проживающий на территории реки Марони, в месте слияния рек Камопи и Ояпок, территория границы с Бразилией, граница с Суринамом, во Французской Гвиане. Все образованные люди используют французский язык, от 6 до 60 лет для мужчин, меньше для женщин. Мужчины также могут говорить на гайанском креольском и португальском языках.